# Лерер, Том
Том Ле́рер (англ. Thomas Andrew Lehrer; 9 апреля 1928, Нью-Йорк, Нью-Йорк — 26 июля 2025, Кембридж, Массачусетс) — американский композитор и певец, сатирик и математик. Наиболее известен своими юмористическими песнями, которые были записаны в 1950-е — 1960-е годы. Несмотря на то, что он написал всего около 50 песен и дал чуть более сотни концертов, его вклад в культуру США считается значительным.

## Биография
Родился 9 апреля 1928 года в Нью-Йорке в еврейской семье. Начал заниматься классической игрой на фортепиано в семь лет, однако его намного больше интересовала популярная музыка тех лет. В конце концов мать отдала его к преподавателю популярной музыки. В ранние годы Том Лерер сочинял собственные мелодии, которые впоследствии помогли ему стать сатирическим композитором и писателем.
Считался вундеркиндом, в 15 лет он поступил в Гарвардский университет на факультет математики, в 18 получил степень бакалавра, в 19 — магистра. Уже во время учёбы Лерер развлекал своих товарищей по университету сатирическими песнями. После окончания университета преподавал математику в различных университетах США.
В 1953 году вышла первая пластинка его песен Songs by Tom Lehrer. Его песни отличаются сатирическими текстами, а музыка часто является пародией на современную ему популярную музыку. В том же году он покинул Гарвард, чтобы работать в компании Baird-Atomic, которая производила научные и промышленные приборы, в том числе для спектроскопии и обнаружения радиации. Лерер был призван в армию США в 1955 году. Он прослужил до 1957 года на мелкой должности в тогда ещё засекреченном Агентстве национальной безопасности (АНБ).
В 1960 году Лерер прекратил выступать в США (но давал гастроли за рубежом, в том числе в Великобритании, Австралии, Новой Зеландии и скандинавских странах — Швеции, Норвегии и Дании в 1967 году) и вернулся к очному изучению математики в Гарварде. С 1962 года он преподавал математику на кафедре политологии Массачусетского технологического института. В 1965 году он отказался от своей диссертации по математической теории моды в статистике, проработав над ней с перерывами в течение 15 лет.
В 1972 году Лерер присоединился к преподавательскому составу Калифорнийского университета в Санта-Крузе, где читал вводный курс «Природа математики» студентам гуманитарных специальностей. В 2001 году Лерер отчитал свой последний курс математики, посвященный бесконечности, и ушёл из академической жизни, но подтвердил, что всё ещё «тусовался» в Калифорнийском университете.
В 1970-х годах Лерер сосредоточился на преподавании математики и музыкального театра, хотя также написал десять песен для образовательного детского телешоу «Электрическая компания». Его последнее за много лет публичное выступление состоялось в 1972 году во время тура по сбору средств для антивоенного кандидата в президенты США от Демократической партии Джорджа Макговерна. Хотя Лерер был «героем левых», их борьбы за гражданские права, антивоенного и антиядерного движения, разделяя оппозицию «новых левых» войне во Вьетнаме, эстетика контркультуры 1960-х годов была ему чужда.
Лерер никогда не был женат и не имел детей. Умер в своём доме в Кембридже, штат Массачусетс, 26 июля 2025 года в возрасте 97 лет.

## Творчество
Тексты песен Лерера часто имеют отношение к науке, в особенности к математике, но также к химии и физике. В частности, в репертуаре Тома Лерера есть песенная интерпретация таблицы Менделеева («The Elements song»), речитатив о вычитании столбиком («New Math») и сатирическая песня об академическом плагиате, посвящённая русскому математику Николаю Ивановичу Лобачевскому.
Большое место в творчестве Тома Лерера занимает также социальная и политическая сатира. В песнях «Who’s Next» («Кто следующий») и «We Will All Go Together When We Go» («Мы все вместе уйдём, когда уйдём») тексты предостерегают об опасности ядерной войны и, таким образом, являются антимилитаристскими и пацифистскими.
В начале 1970-х годов Том Лерер перестал выступать на сцене (заявив, что после присуждения Генри Киссинджеру Нобелевской премии мира сама реальность стала сатирой), посвятив своё время преподаванию математики в университете.

## Научные публикации
В базе данных Американского научного сообщества упоминаются две работы, в которых Лерер фигурирует как соавтор:
- R. E. Fagen & T. A. Lehrer, «Random walks with restraining barrier as applied to the biased binary counter» // Journal of the Society for Industrial Applied Mathematics, vol. 6, p. 1-14 (March 1958) MR: 0094856
- T. Austin, R. Fagen, T. Lehrer, W. Penney, «The distribution of the number of locally maximal elements in a random sample» // Annals of Mathematical Statistics vol. 28, p. 786—790 (1957) MR: 0091251

## Дискография
1. Songs by Tom Lehrer (1953)
2. An Evening Wasted with Tom Lehrer (1959)
3. More of Tom Lehrer (1959)
4. Tom Lehrer Revisited (1960)
5. Tom Lehrer Discovers Australia (And Vice Versa) (1960)
6. That Was the Year That Was (1965)
7. Tom Lehrer in Concert (1994)
8. Songs & More Songs by Tom Lehrer (1997)
9. The Remains Of Tom Lehrer (3 диска со всеми песнями Тома Лерера), 2000